# Jockel-Fuchs-Platz

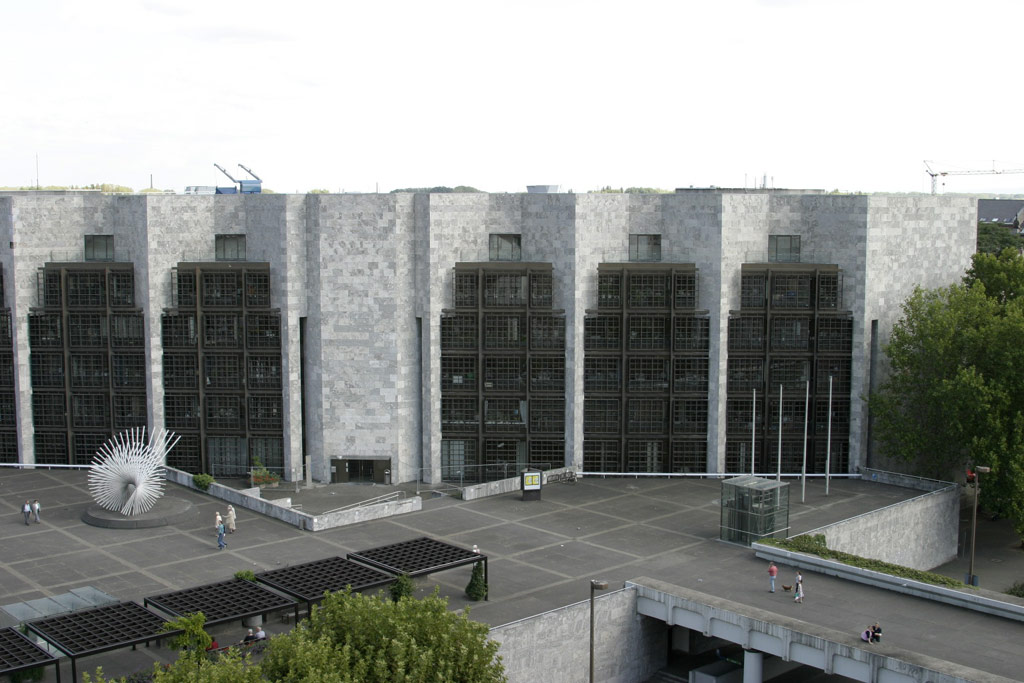
Jockel-Fuchs-Platz mit Rathaus

Der Platz vor dem Mainzer Rathaus wurde am 6. März 2003 nach Jakob „Jockel“ Fuchs von Halleplatz in Jockel-Fuchs-Platz umbenannt.
Die Rathausbrücke (eine Fußgängerbrücke) überspannt die Rheinstraße und führt zum Brand-Zentrum, einem Geschäfts- und Einkaufszentrum in der Mainzer Innenstadt. Den dem Rathaus gegenüberliegenden Brückenkopf bildet der ebenfalls vom Architektenteam Arne Jacobsen und Otto Weitling gebaute Brückenturm. Nutzer der von der Brücke zugänglichen Etage ist die Touristikzentrale der Stadt, der darüberliegenden Etagen die städtische Liegenschaftsverwaltung sowie die Wirtschaftsförderungsgesellschaft der Stadt Mainz (GVG).

## Kunstwerke

### Lebenskraft
Auf dem Platz steht die Skulptur Lebenskraft aus spiralförmig angeordneten Aluminiumstäben. Die von Andreu Alfaro aus der Partnerstadt Valencia 1979 entworfene Skulptur wurde im September 1982 vor dem Rathaus aufgestellt. Das Objekt hat eine gewisse Ähnlichkeit mit dem Symbol der XX. Olympischen Sommerspiele von 1972 in München, allerdings hier in dreidimensionaler Form. Bei einer Renovierung des Rathauses und der Skulptur im Jahr 2006 wurde sie nicht wieder in der ursprünglichen Ausrichtung (der erste Stab stand auf „1-Uhr-Stellung“, jetzt ist er auf 4-Uhr-Stellung) aufgestellt. 2007 wurde es korrigiert, so dass die Aluminiumstäbe wieder in der richtigen Ausgangsstellung stehen.

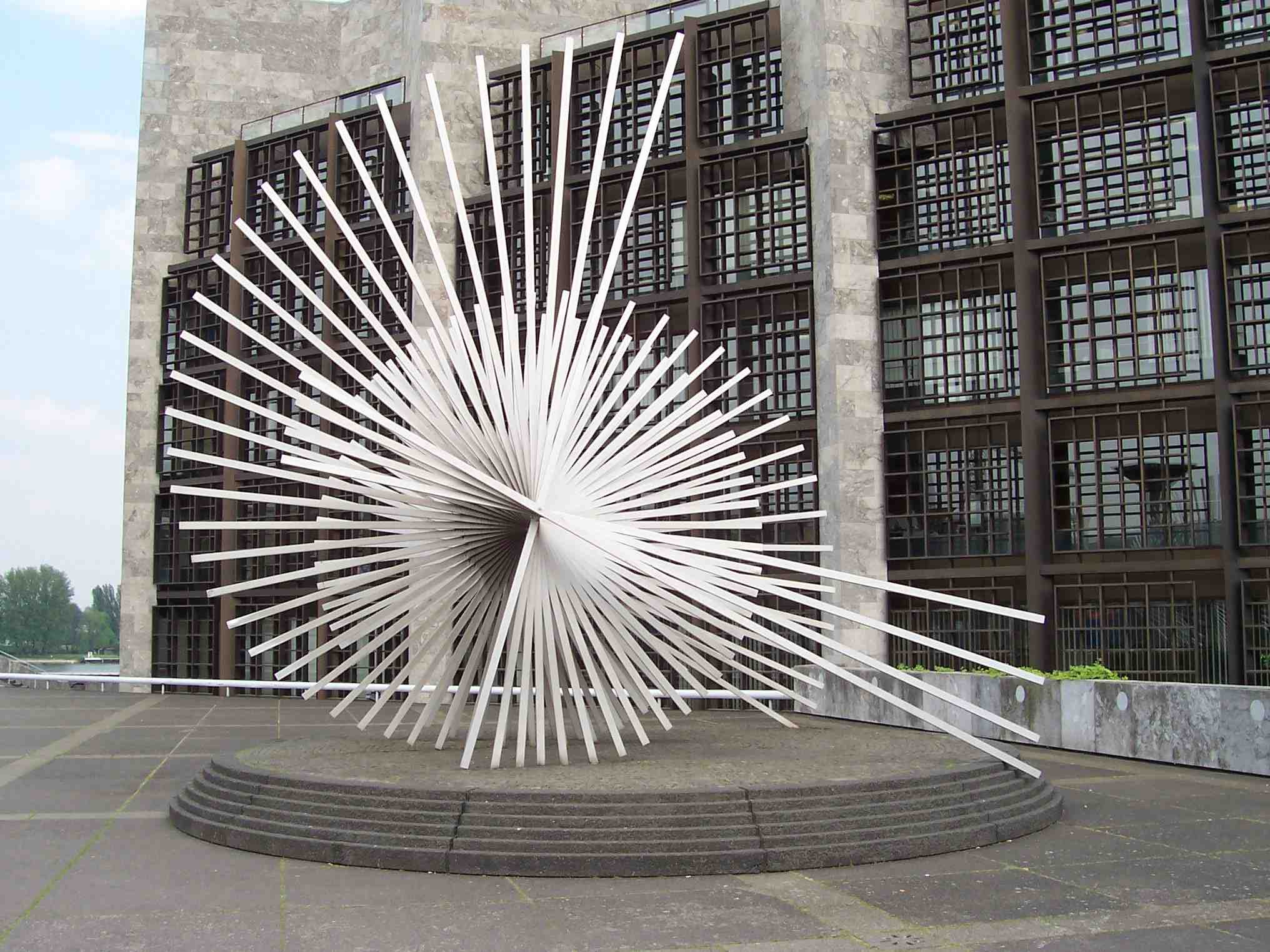
Skulptur Lebenskraft im Mai 2006 Die Stäbe bestehen aus Aluminium.
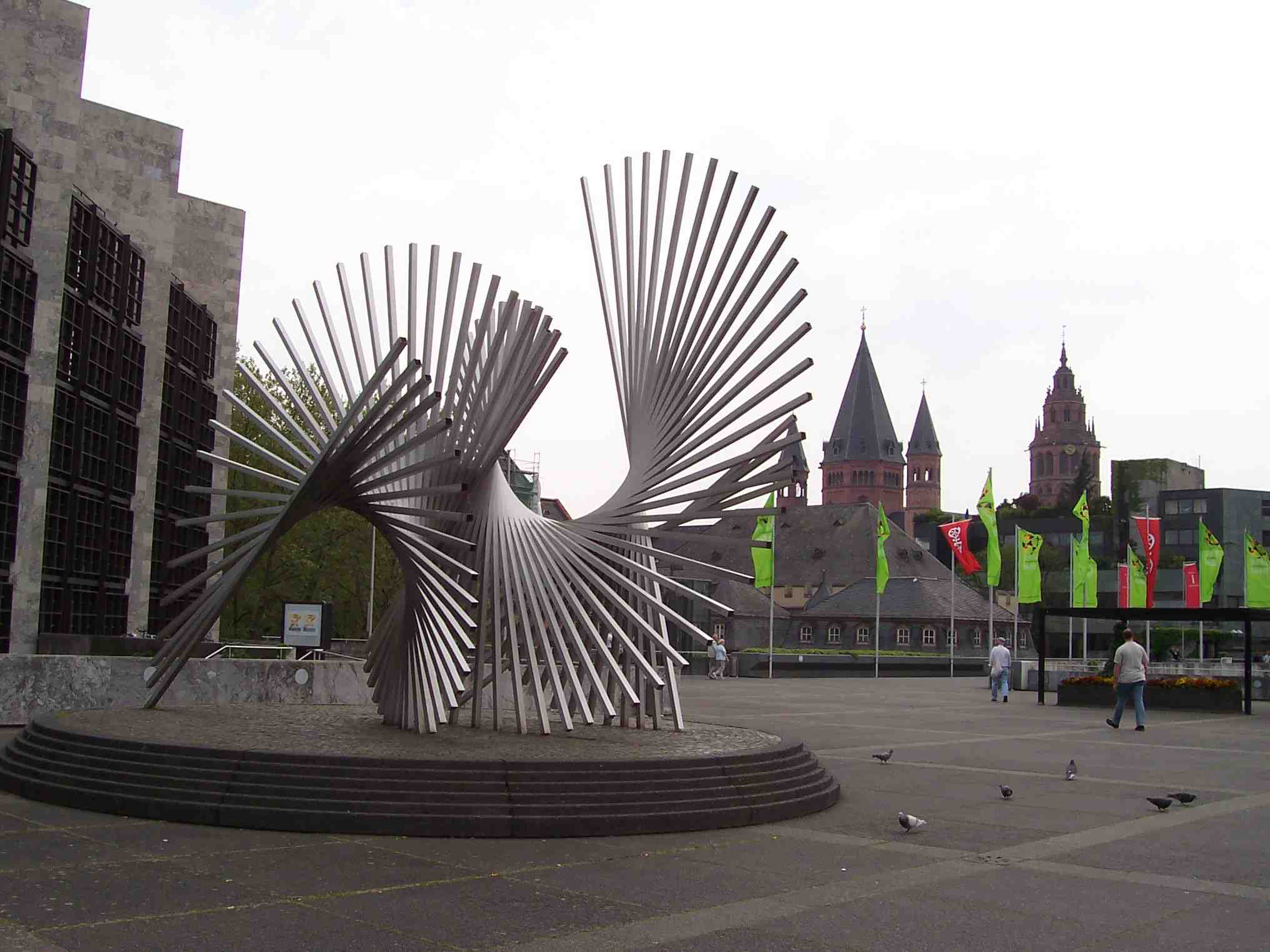
Lebenskraft im Hintergrund der Mainzer Dom (Mai 2006)
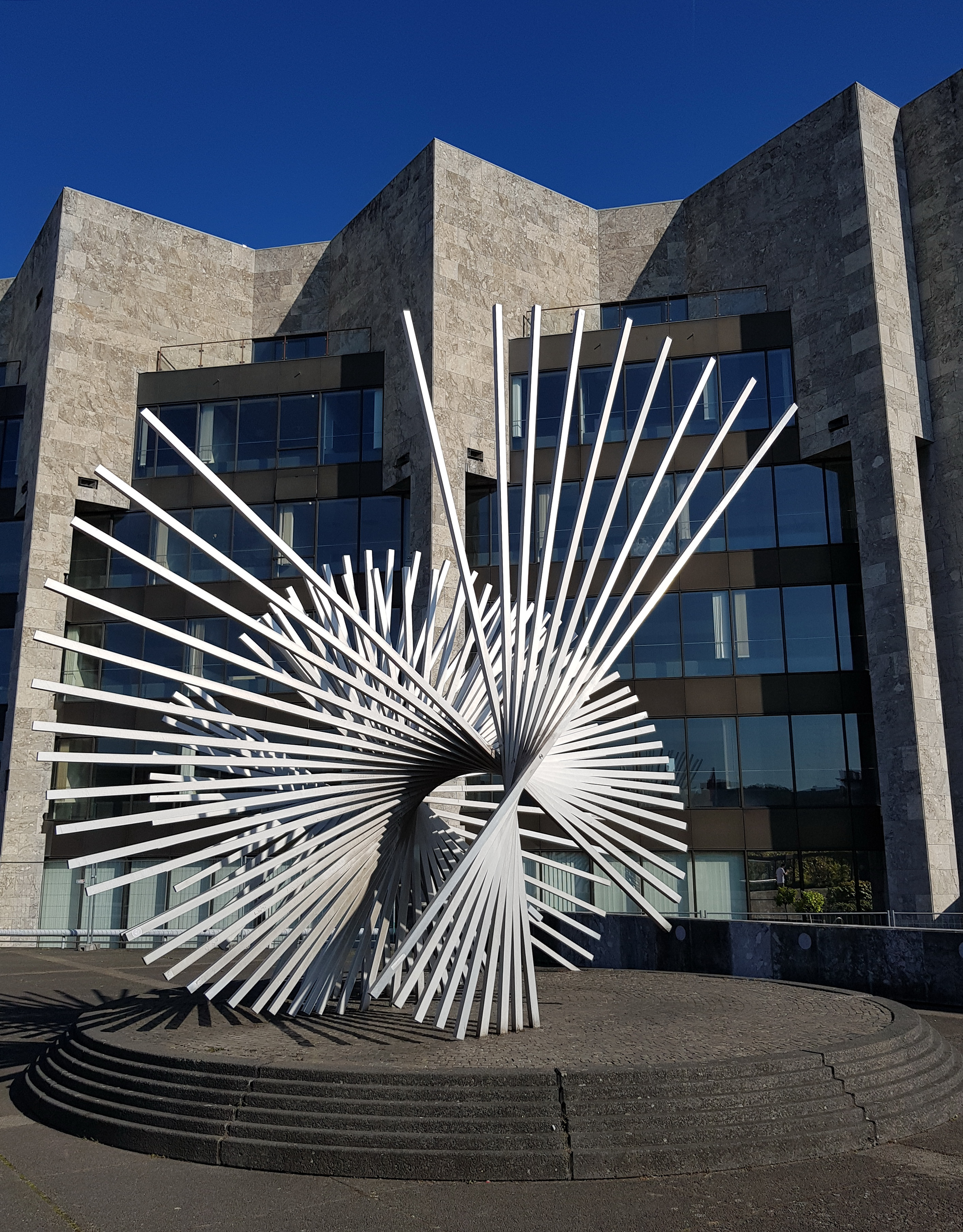
Skulptur Lebenskraft im Jahr 2020
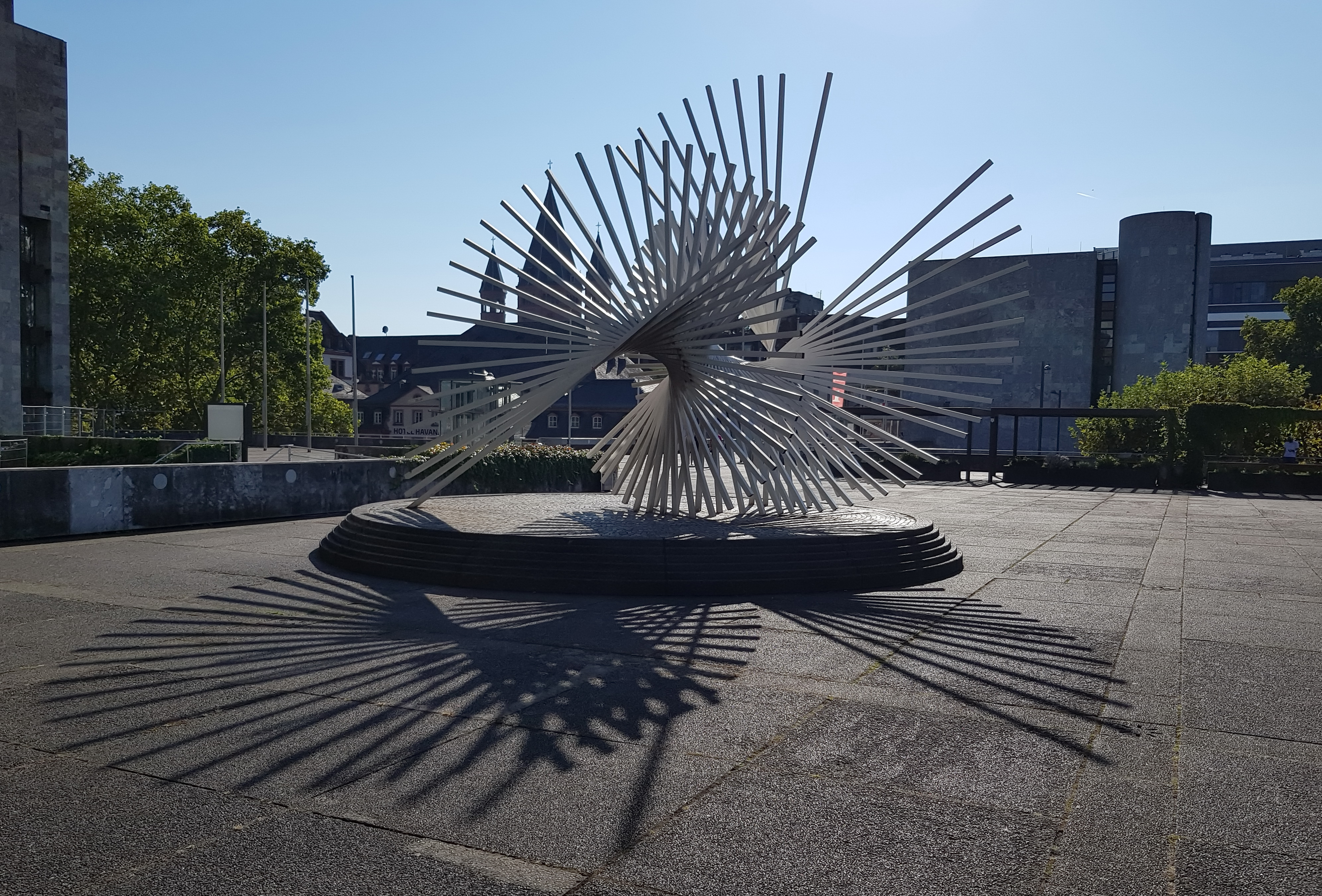
Skulptur Lebenskraft im Jahr 2020 (Türme des Mainzer Doms im Bild hinter der Skulptur)

### Schlüssel des Stundenschlägers
In Richtung Rhein und Rheingoldhalle befand sich die 800 Kilogramm schwere und 4,16 Meter hohe biomorphe Skulptur »Schlüssel des Stundenschlägers«. Dieses Kunstwerk ist ein achtfach vergrößerter Nachguss einer Plastik, die Hans Arp 1962 schuf. Es war ein Geschenk der Landesregierung von Rheinland-Pfalz an die Stadt Mainz 1974 zur Einweihung des neuen Rathauses. Von Mai 2011 bis Mai 2021 war das Kunstwerk als Leihgabe der Stadt Mainz im Arp Museum Bahnhof Rolandseck ausgestellt. Aktuell ist die Skulptur wieder in Mainz, allerdings vorübergehend im neu bebauten Gebiet des Zollhafens. Ursprünglich sollte die Plastik Ende Dezember 2012 nach Beendigung der Großausstellung zurückkommen, wird sich aber wegen der zu erwartenden Sanierungsarbeiten am Rathaus und des Platzes verschieben und erst nach deren Modernisierungen an ihren alten Standort zurückkommen.

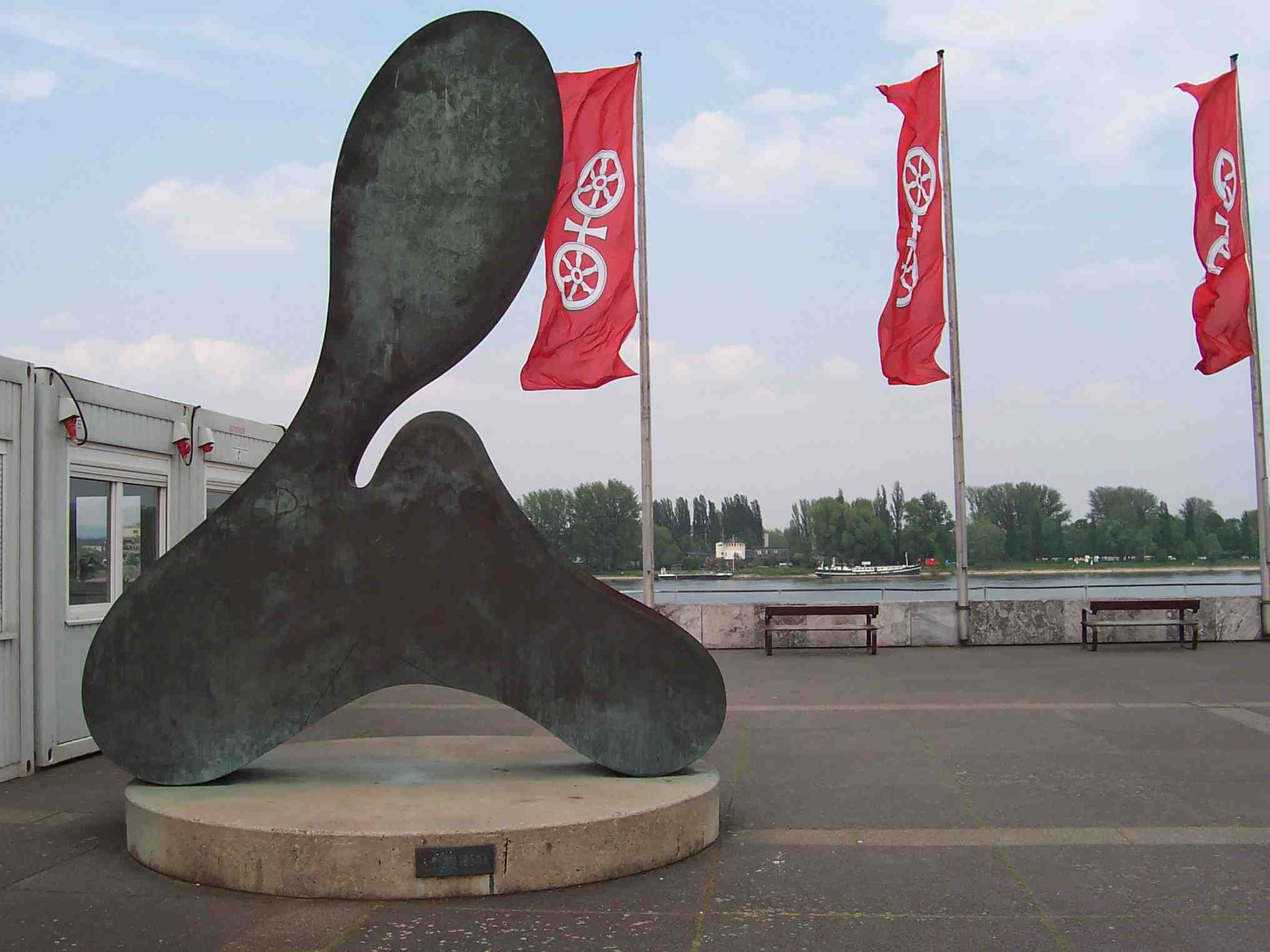
Der »Schlüssel des Stundenschlägers« von Hans Arp. Standort: Jockel-Fuchs-Platz
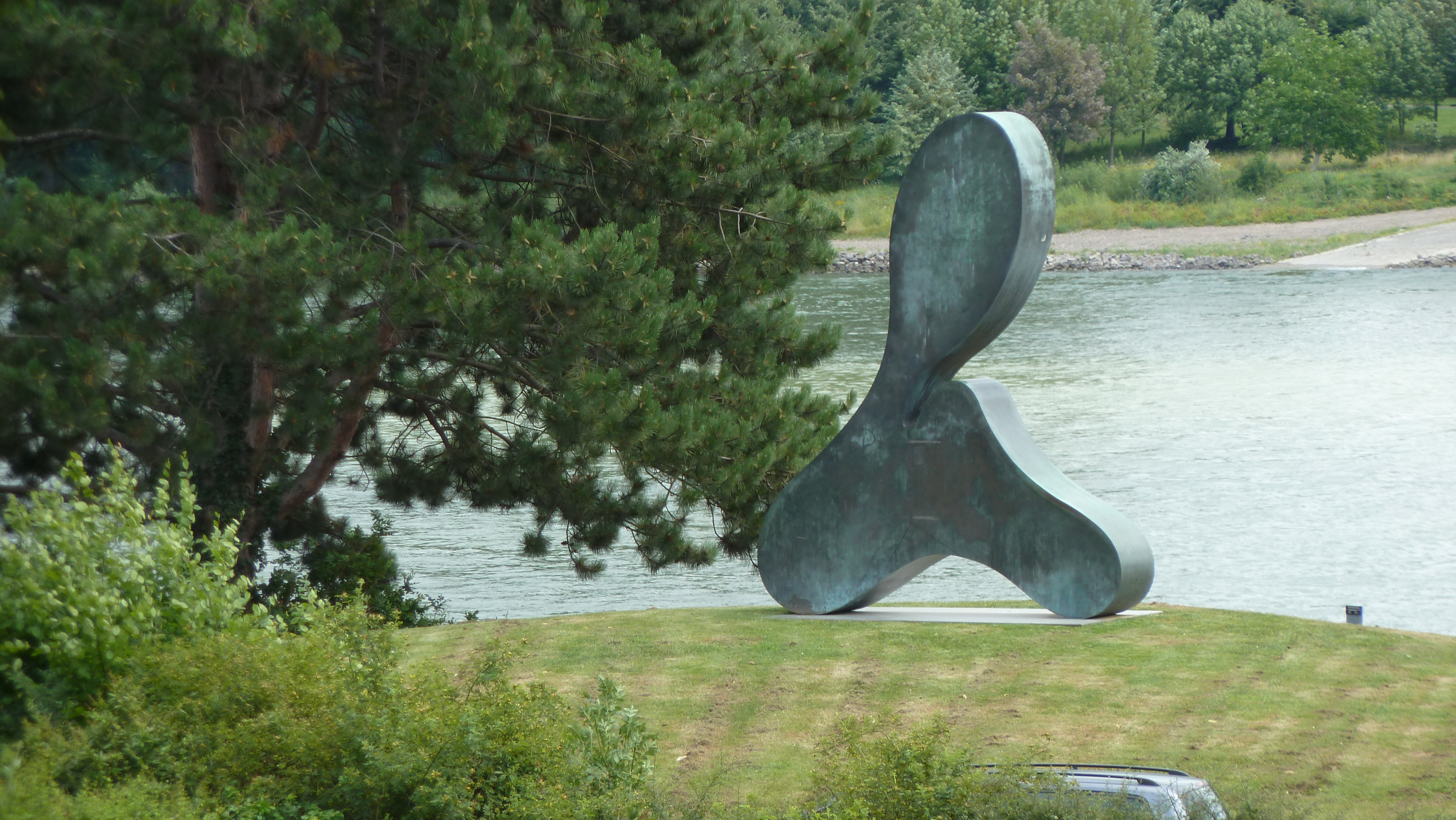
Standort: Exponat am Arp Museum Bahnhof Rolandseck während der Bundesgartenschau 2011

## Parkhaus
Unter dem terrassenförmigen Platz befindet sich ein öffentliches Parkhaus. Ein gläserner Aufzug und zwei Treppenhäuser verbinden das Parkhaus mit dem Platz.

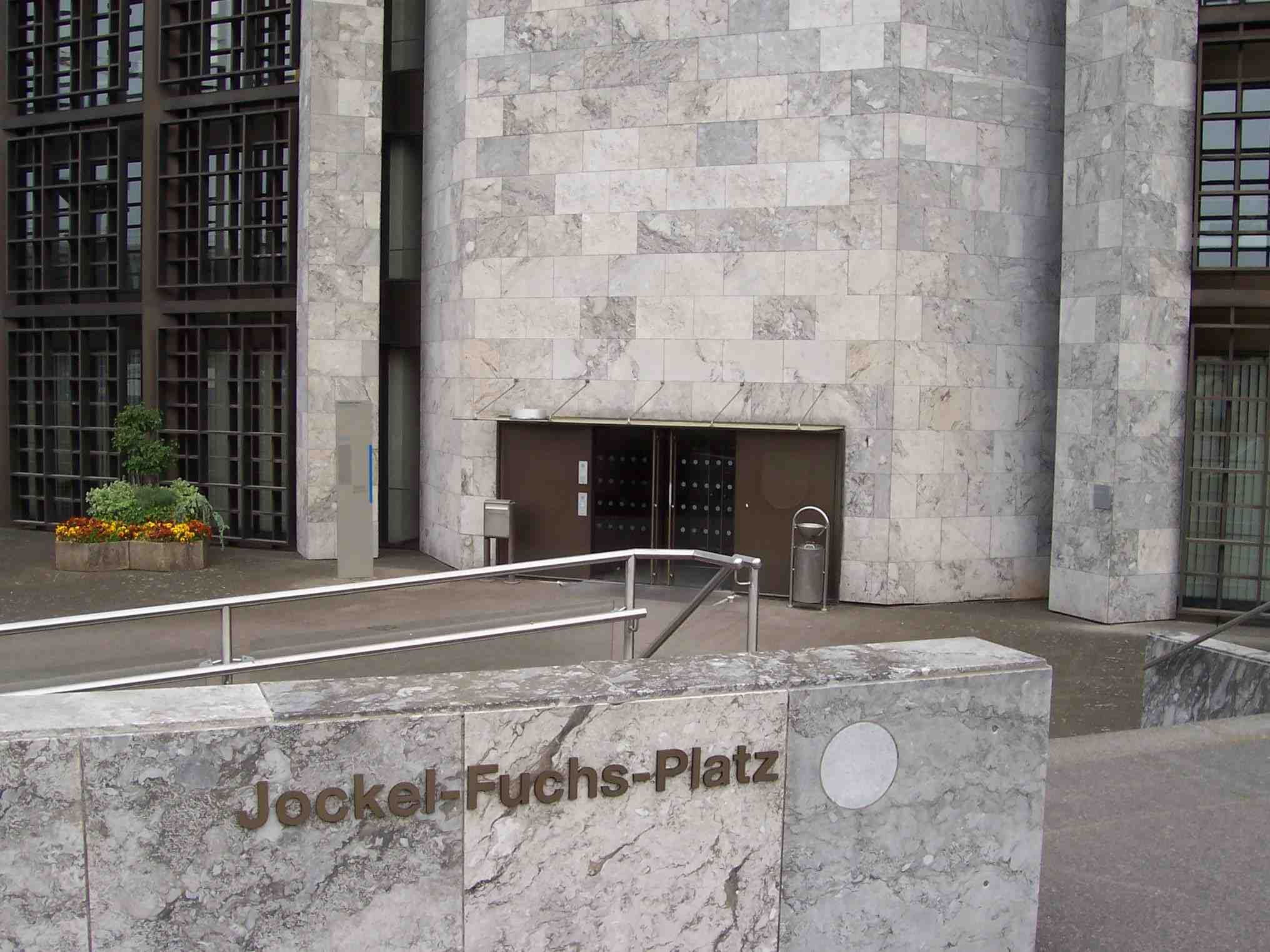
Jockel-Fuchs-Platz mit dem Haupteingang zum Rathaus
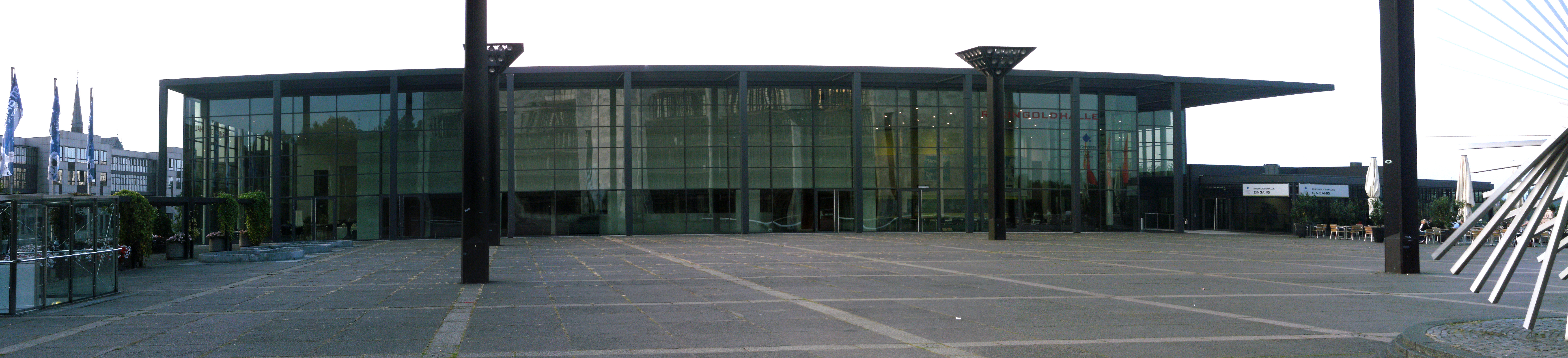
Erweiterung der Rheingoldhalle vom Jockel-Fuchs-Platz gesehen